# John Chaney
John Louie Chaney (Zachary, Luisiana; 29 de febrero de 1920-Baton Rouge, Luisiana; 9 de agosto de 2004) fue un jugador de baloncesto estadounidense que disputó una temporada en la NBA y tres más en la NBL. Con 1,91 metros de estatura, jugaba en la posición de ala-pívot.

## Trayectoria deportiva

### Universidad
Jugó tres temporadas con los Tigers de la Universidad Estatal de Luisiana, entre 1940 y 1943, y fue elegido en su último año en el segundo mejor quinteto de la Southeastern Conference.

### Profesional
Comenzó su andadura profesional en los Syracuse Nationals de la NBL, donde en su primera temporada, la mejor de Chaney a nivel estadístico, promedió 8,6 puntos por partido, únicamente superado dentro de su equipo por Mike Novak y Jerry Rizzo.
Jugó dos temporadas más en los Nats, hasta que en 1949 fichó por los Tri-Cities Blackhawks de la NBA, con los que únicamente disputó seis partidos, en los que promedió 4,7 puntos y 2,5 asistencias. Acabó la temporada en los Sheboygan Redskins, donde promedió 4,2 puntos por partido.

## Estadísticas de su carrera en la NBA

### Temporada regular
| Temporada | Edad | Equipo                | Liga | P  | TIT | MIN | TC  | TCA | %TC  | 3P | 3PA | %3P | TL  | TLA | %TL  | R.OF. | R.DEF. | REB | ASIS | ROB | TAP | PER | FP  | PTS |
| 1949-50   | 29   | TOTAL                 | NBA  | 16 |     |     | 1.6 | 5.4 | .291 |    |     |     | 1.3 | 1.8 | .690 |       |        |     | 1.3  |     |     |     | 1.4 | 4.4 |
| 1949-50   | 29   | Tri-Cities Blackhawks | NBA  | 6  |     |     | 1.7 | 6.2 | .270 |    |     |     | 1.3 | 2.0 | .667 |       |        |     | 2.5  |     |     |     | 2.2 | 4.7 |
| 1949-50   | 29   | Sheboygan Redskins    | NBA  | 10 |     |     | 1.5 | 4.9 | .306 |    |     |     | 1.2 | 1.7 | .706 |       |        |     | 0.5  |     |     |     | 1.0 | 4.2 |
| Total     |      |                       | NBA  | 16 |     |     | 1.6 | 5.4 | .291 |    |     |     | 1.3 | 1.8 | .690 |       |        |     | 1.3  |     |     |     | 1.4 | 4.4 |